# Аусерфілльгратен
Аусерфілльгратен — містечко й громада округу Лієнц в землі Тіроль, Австрія.
Аусервілльгратен лежить на висоті  1287 над рівнем моря і займає площу  79,1 км². Громада налічує 789 мешканців. 
Густота населення 10/км².  
Громада лежить у долині Вілльгратенталь.
Округ Лієнц, до якого належить Аусерфілльгратен, називається також Східним Тіролем. Від основної частини землі, 
Західного Тіролю, його відділяє смуга Південного Тіролю, що належить Італії. 
|                                           |
| Аусервілльгратен на мапі округу та землі. |

 Адреса управління громади: Außervillgraten 136, 9931 Außervillgraten. 

## Виноски
1. ↑  Dauersiedlungsraum der Gemeinden Politischen Bezirke und Bundesländer - Gebietsstand 1.1.2018 — Статистичне управління Австрії.
2. ↑  Einwohnerzahl 1.1.2018 nach Gemeinden mit Status, Gebietsstand 1.1.2018 — Статистичне управління Австрії.
3. ↑  www.ausservillgraten.gv.at. Архів оригіналу за 10 липня 2013. Процитовано 6 липня 2013.